# Perissandria sikkima
Perissandria sikkima là một loài bướm đêm trong họ Noctuidae.